# Matthew Guillaumier
Matthew Guillaumier (9 de abril de 1998) es un futbolista maltés que juega en la demarcación de centrocampista para el Panserraikos de la Superliga de Grecia.

## Selección nacional
Tras jugar con la selección de fútbol sub-17 de Malta, la sub-19 y la sub-21, debutó con la selección absoluta el 23 de marzo de 2019. Lo hizo en un partido de clasificación para la Eurocopa 2020 contra las Islas Feroe que finalizó con un resultado de 2-1 a favor del combinado maltés tras los goles de Kyrian Nwoko y Steve Borg para Malta, y de Jákup Thomsen para el combinado feroés.

## Clubes
| Club                         | País    | Año       | Partidos | Goles |
| ---------------------------- | ------- | --------- | -------- | ----- |
| St. Andrews F. C.            | Malta   | 2013-2016 | 17       | 0     |
| Birkirkara F. C.             | Malta   | 2016-2020 | 86       | 6     |
| Ħamrun Spartans F. C.        | Malta   | 2020-2022 | 32       | 2     |
| A. C. N. Siena 1904 (cedido) | Italia  | 2022      | 12       | 0     |
| Ħamrun Spartans F. C.        | Malta   | 2022-2023 | 36       | 9     |
| Stal Mielec                  | Polonia | 2023-2025 | 67       | 5     |
| Panserraikos                 | Grecia  | 2025-     |          |       |

## Palmarés

### Títulos nacionales
| Título                  | Club                  | País  | Año  |
| ----------------------- | --------------------- | ----- | ---- |
| Premier League de Malta | Ħamrun Spartans F. C. | Malta | 2021 |
| Premier League de Malta | Ħamrun Spartans F. C. | Malta | 2023 |